# نیروگاه گازی عسلویه
نیروگاه گازی عسلویه معروف به نیروگاه B.O.O عسلویه (استان بوشهر، بندر عسلویه، در ۲۵ کیلومتری منطقه ویژه اقتصادی پارس جنوبی در مجاورت روستای بستانو) یکی از نیروگاه‌های ایران از نوع گازی با ظرفیت تولید ۹۴۵ مگاوات است که شامل ۶ واحد گازی ۱۵۷٫۵ مگاواتی مدل V94.2 ساخت مپنا (پارس، تحت لیسانس زیمنس) در قالب طرح B.O.O (ساخت، بهره‌برداری، مالکیت) در زمینی به مساحت 132هکتار است. این نیروگاه سیکل باز است و قابل تبدیل به سیکل ترکیبی است.
سوخت این نیروگاه گاز طبیعی و سوخت پشتیبان نفت گاز (گازوئیل) است که در ۲ مخزن هریک به ظرفیت ۲۰ هزار مترمکعب ذخیره‌سازی می‌شود. مقدار مصرف گازوئیل هر واحد (در شرایط کمبود گاز)، ۱۴۰ مترمکعب در ساعت است.
پست برق این نیروگاه ۴۰۰ کیلوولت است.

## فرایند ساخت، واگذاری در فرابورس و تأمین انرژی
برای اجرای پروژه نیروگاه عسلویه، شرکت سرمایه‌گذار اقدام به تأسیس شرکت پروژه‌ای با نام شرکت تولید برق عسلویه مپنا (سهامی خاص) کرد که در سال ۱۳۹۱ در فرابورس پذیرفته شد و سهام شرکت به عنوان اولین شرکت تولید برق خصوصی گروه مپنا در فرابورس قابل عرضه شد.
به گفتهٔ عزیزالله حاجی ولیئی، مدیر پروژه نیروگاه گازی عسلویه در مرداد ۱۳۸۶؛ در نیروگاه‌هایی که به روش B.O.O احداث می‌شوند، تأمین سوخت (گاز، مازوت و گازوئیل) و خط انتقال برق به عهده شرکت توانیر است.
در این نیروگاه نیز، تأمین سوخت برعهده شرکت توانیر است و شرکت تولید برق عسلویه طبق قرار داد، برق تولید شده را به شرکت توانیر می‌فروشد. قرارداد (ای پی سی) فاز اول نیروگاه در سال ۱۳۸۴ بین شرکت تولید برق عسلویه به عنوان کارفرما و کنسرسیومی متشکل از شرکت احداث و توسعه نیروگاه‌های مپنا (توسعه۱) و شرکت مپنا به عنوان پیمانکار منعقد شد.

## روزشمار ساخت نیروگاه
واحد اول و دوم در آبان ۱۳۸۶، واحد سوم، چهارم، پنجم و ششم به ترتیب در تیر، شهریور، آذر و بهمن ۱۳۸۷ سنکرون (وارد مدار) شدند. تاریخ بهره‌برداری تجاری از واحدهای مذکور، سه الی چهار ماه پس از سنکرون می‌باشد.
مدت زمان اجرای این پروژه ۳۶ ماه پیش‌بینی شد اما زودتر از موعد پیش‌بینی شده سنکرون شدند.